# Uvaria scheffleri
Uvaria scheffleri är en kirimojaväxtart som beskrevs av Friedrich Ludwig Diels. Uvaria scheffleri ingår i släktet Uvaria och familjen kirimojaväxter. Inga underarter finns listade i Catalogue of Life.